# Svava Rós Guðmundsdóttir
Svava Rós Guðmundsdóttir (11 novembre 1995) è una calciatrice islandese, di ruolo attaccante.

## Carriera

### Club
Guðmundsdóttir viene aggregata alla rosa della formazione titolare del Valur dalla stagione 2011, squadra che disputa la Úrvalsdeild kvenna, massimo livello del campionato islandese di categoria, e debuttandovi appena quindicenne il 23 giugno, nell'incontro casalingo vinto sul Breiðablik per 3-1, rilevando Rakel Logadóttir al 72'. Alla sua prima stagione marca quell'unica presenza in campionato, festeggiando con le compagne la conquista della Coppa d'Islanda 2011.
Dalla stagione successiva Guðmundsdóttir è considerata oramai matura per essere impiegata stabilmente. In campionato marca 15 presenze e realizza 3 reti, la prima il 9 agosto aprendo le marcature nell'incontro poi vinto per 3-2 in trasferta con lo Stjarnan, a cui si aggiungono 4 presenze e una rete in Coppa d'Islanda e la presenza in Supercoppa, persa 3-1 con lo Stjarnan.
Seguono altre due stagioni con il Valur: nel campionato 2013, anche grazie alle 7 reti su 17 incontri disputati, terza migliore marcatrice della squadra dopo Elín Metta Jensen (17) e Dóra María Lárusdóttir (9), contribuisce a far raggiungere alla squadra il secondo posto, anche se lontane 15 punti dalle campionesse dello Stjarnan, mentre in quello successivo pur mantenendo una prestazione simile, 6 reti su 17 incontri di campionato, seconda marcatrice a pari merito con Hildur Antonsdóttir e dietro a Jensen (8), condivide con le compagne il difficile momento che colloca il Valur solamente al settimo posto.
Nel 2015 si trasferisce al Breiðablik con il quale festeggia il suo primo titolo di Campione d'Islanda al termine del campionato 2015, per lei 17 presenze e 3 reti, disputando anche la sua seconda Supercoppa, quella Supercoppa, persa per 4-1 con lo Stjarnan.
Rimasta al Breiðablik per altre due stagioni, pur dovendosi accontentare del secondo posto nei campionati 2016 e 2017, nel 2016 vince la sua seconda Coppa d'Islanda e due Supercoppe consecutive, 2016 e 2017, inoltre, grazie alla vittoria in campionato, disputa per la prima volta la UEFA Women's Champions League, nella stagione 2016-2017, dove la sua squadra, dopo aver concluso al primo posto il gruppo 3 nella prima fase di qualificazione, con Guðmundsdóttir che sigla in quella fase tre reti, una alle bulgare dell'NSA Sofia e una doppietta alle gallesi del Cardiff Metropolitan, pur dimostrando di saper competere ad armi pari con le campionesse di Svezia del Rosengård viene eliminata ai sedicesimi di finale per l'unica rete subita in casa.
Nel 2018 coglie l'occasione per disputare per la prima volta in carriera un campionato all'estero, sottoscrivendo un accordo con il Røa per giocare in Toppserien, livello di vertice del campionato norvegese. La squadra termina il campionato al settimo posto, guadagnando un'agevole salvezza grazie anche alle sue 14 reti su 21 incontri, migliore marcatrice della squadra e terza (a pari merito) nella classifica delle marcatrici della Toppserien 2018, mentre meglio si comporta in Coppa di Norvegia, riuscendo a giungere sino alle semifinali, eliminate dal LSK Kvinner, che quell'anno vincerà il trofeo, solo ai tiri di rigore dopo che i tempi regolamentari si erano chiusi sul 3-3.
Nel 2019 si trasferisce nuovamente in un paese straniero, firmando un contratto con le svedesi del Kristianstads DFF.
Nel gennaio 2021, Svava Rós è entrato a far parte del club francese Bordeaux che ha lasciato nel dicembre 2021
Nel febbraio 2022 ha firmato per il club norvegese Brann

## Palmarès

### Club
- Campionato islandese: 1

Breiðablik: 2015
- Campionato norvegese: 1

Brann: 2022
- Coppa d'Islanda: 2

Valur: 2011
Breiðablik: 2016
- Supercoppa islandese: 2

Breiðablik: 2016, 2017